# Huarina (gemeente)
Huarina is een gemeente (mpunicipio) in de Boliviaanse provincie Omasuyos in het departement La Paz. De gemeente telt naar schatting 8.226 inwoners (2018). De hoofdplaats is Huarina.